# The greatness of a hero
The greatness of a hero of 盛世仁傑 is een Hongkongse TVB-kostuumdramaserie die gemaakt is voor distributie in gebieden met overzeese Chinezen. In februari begon de Maleise zender Astro On Demand de serie uit te zenden. Het beginlied "Inevitable Ending" (定局) is gezongen door Hins Cheung.

## Rolverdeling

### familie Dik
| acteur               | rol                   | beschrijving                                                                                |
| Lee Heung Kam        | On Liu-Mui 安柳梅     | Dik Yan-Kits moeder.                                                                        |
| Kent Cheng           | Dik Yan-Kit 狄仁傑    | Hoge mandarijn Cho Yuets echtgenoot Dik Ching-Luns, Dik Kwong Yuens en Dik Yuen Fai's vader |
| Sonija Kwok          | Cho Yuet 曹月         | Dik Yan-Kits echtgenote Dik Ching-Luns & Dik Kwong Yuens stiefmoeder Dik Yuen Fai's moeder  |
| Bernice Liu          | Dik Ching-Lun 狄青鸞  | Dik Yan-Kits oudste dochter, Cho Yuets stiefdochter                                         |
| Matthew Ko           | Dik Kwong-Yuen 狄光遠 | Dik Yan Kits tweede son                                                                     |
| Lawrence Ng (吳諾弘) | Dik Yuen Fai 狄景輝   | Dik Yan Kits jongste zoon                                                                   |

### familie Sung
| acteur            | rol                   | beschrijving          |
| Mimi Chu (朱咪咪) | Cheung So-Ngoh 張素娥 | Sung Tink-Yuks moeder |
| Sunny Chan        | Sung Ting-Yuk 宋庭玉  | Dik Ching-Luns vriend |

### familie Mo
| acteur        | rol                | beschrijving                                     |
| Rebecca Chan  | Mo Chak-Tin 武則天 | Eerste keizerin van China Lei Yins moeder        |
| Wayne Lai     | Mo Sing-Ji 武承嗣  | Mo Yin-Mings en Mo Yin-Taks vader                |
| Stephen Huynh | Mo Yin-Ming 武延明 | Mo Sing Ji's zoon. Mo Yin Taks oudere broer      |
| Stephen Wong  | Mo Yin-Tak 武延德  | Mo Sing Ji's zoon. Mo Yin Mings jongere broer    |
| Raymond Cho   | Lei Yin 李顯       | oud-keizer Mo Chak-Tins zoon Lei Yins echtgenoot |
| Claire Yiu    | Wai Fei 韋妃       | oud-keizerin Lei Yins vrouw                      |

### Anderen
| acteur               | rol                          | beschrijving                                                 |
| Leila Tong           | Shang Koon Yuen-Yee 上官婉兒 |                                                              |
| Queenie Chu          | Cho Fei 楚妃                 | Lei-Yins vrouw                                               |
| Tracy Ip             | Chun Fei 秦妃                | Lei-Yins vrouw                                               |
| Low Lok Lam (羅樂林) | Cho Kin-Hang 曹堅鏗          | Cho Yuets vader                                              |
| Fung So Bor (馮素波) | Siu Dip 小蝶                 | Cho Yuets stiefmoeder                                        |
| Fred Cheng           | Cho Hon 曹漢                 | Cho Kin-Hangs en Siu Dips zoon. Cho Yuets jongere stiefbroer |

## Verhaal
De serie gaat over gebeurtenissen in het paleis van de monarchie van de Zhou-dynastie. Ten tijde van de eerste en enige Chinese keizerin Wu Zetian.
The gem of life 珠光寶氣 · Off pedder 畢打自己人 · Pages of treasures Click入黃金屋 · Royal tramp 鹿鼎記 · Sweetness in the salt 碧血鹽梟 · Emergency unit 學警狙擊 · The greatness of a hero 盛世仁傑 -The winter melon tale 大冬瓜 · Just love II 老婆大人II · The King of snooker 桌球天王 · Rosy business 巾幗梟雄